# Altostratus
Altostratus (abreviere As) este un gen de nori de altitudine medie care se prezintă sub forma unui strat sau a unei pături de culoare albăstruie sau cenușie cu aspect striat, fibros sau uniform. Acoperă în întregime sau parțial cerul și au o întindere orizontală foarte mare, iar pe verticală grosimea lor atinge sute sau mii de metri. Din acest gen de nori pot cădea precipitații care se evaporă înainte de a atinge solul (virga) sau ploaie slabă.

## Descriere
Norii Altostratus pot fi compuși din cristale de gheață. În unele varietăți compuse din cristale de gheață, foarte subțiri, cristalele de gheață se pot transforma rapid în picături de apă. Mărimea cristalelor de gheață tinde să creasca odată cu altitudinea. Oamenii de știință au descoperit faptul că la nivelele superioare ale norilor Altostratus, cristalele de gheață tind să fie hexagonale pe când la nivelele inferioare acestea tind să fie conglomerate.

## Apariție
Norii Altostratus tind să se formeze în fața unui front atmosferic cald, norii Altostratus transformându-se în nori Nimbostratus pe măsură ce frontul cald și umed avansează. De asemenea, norii Altostratus tind să apară asociați cu nori Cumulus și Cumulonimbus în fața unui front rece.

## Specii
Acest gen de nori nu au specii.

### Varietăți
- Funcție de opacitate: translucidus, opacus.
- Funcție de formă: radiatus, duplicatus, undulatus.

#### Particularități
- Funcție de precipitații: precipitațio, virga.
- Nori accesori: pannus, mamma.

## Galerie foto

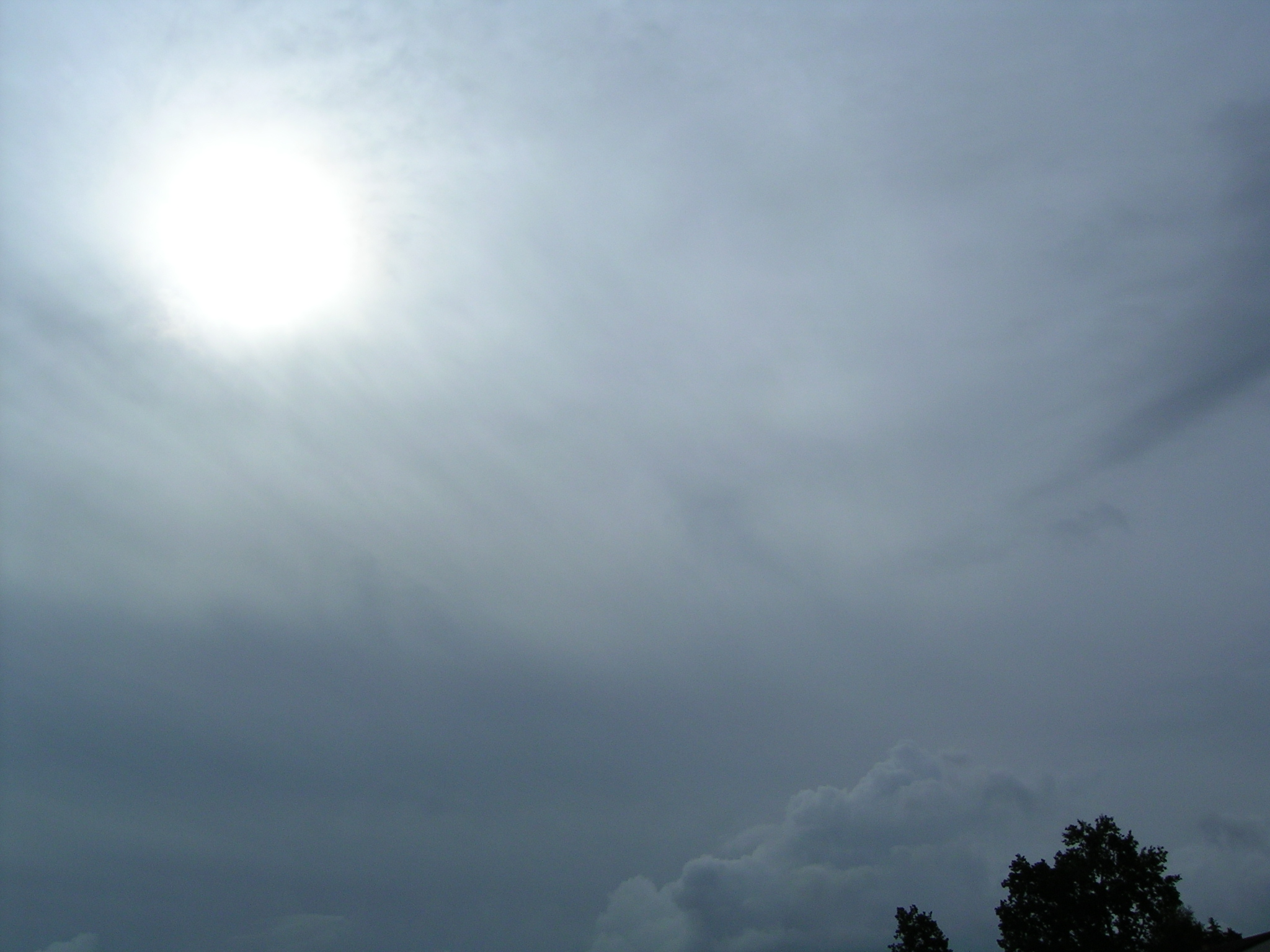
Altostratus translucidus